# Guatteria ouregou
Guatteria ouregou este o specie de plante angiosperme din genul Guatteria, familia Annonaceae. A fost descrisă pentru prima dată de Jean Baptiste Christophe Fusée Aublet, și a primit numele actual de la Michel Félix Dunal. Conține o singură subspecie: G. o. latifolia.